# الطفل (فلم 2019)
الطفل (بالإنجليزية: The Kid) هو فيلم سيرة ذاتية وأكشن من الغرب الأمريكي تم إنتاجه في شركة أفلام ليونزغيت الأمريكية وصدر في سنة 2019. الفيلم من إخراج فينسنت دونوفريو من بطولة إيثان هوك ودان ديهان ومحركات قاتلة وكريس برات.

## القصة
تتمحور قصة الفيلم حول صبي صغير «ريو كاتلر» عمره 15 سنة، قتل والده الذي تسبب بتعنيف والدته حتى موتها. وشكل الطفل ريو تحالفًا استثنائياً مع عمدة الشرطة المحلي بات غاريت والمجرم الخارج عن القانون الولد بيلي في مهمة لإنقاذ شقيقته سارة من عمه جرانت كاتلر، وقائد عصابات الذي اختطف سارة من أجل الفدية.

## الميزانية والإيرادات
بلغت تكلفة إنتاج الفيلم حوالي 37 مليون دولار بينما حقق إيرادات تقدر بـ 1.51 مليون دولار.

## وصلات خارجية
- مقالات تستعمل روابط فنية بلا صلة مع ويكي بيانات
- الطفل  في قاعدة بيانات الأفلام على الإنترنت (بالإنجليزية)